# Большие Хутора (Пензенская область)
Больши́е Хутора́ — село в Нижнеломовском районе Пензенской области России. Административный центр сельского поселения Большехуторский сельсовет.

## География
Село расположено на правом берегу Ломовки в 4 км к востоку от окраин Нижнего Ломова и в 85 км к северо-западу от Пензы. С юга к селу почти примыкает село Овчарное.

## Население
| 1785  | 1864  | 1877  | 1897  | 1911  | 1926  |
| ----- | ----- | ----- | ----- | ----- | ----- |
| 226   | ↗1508 | ↘1304 | ↗1950 | ↗2590 | ↘2574 |
| 1930  | 1939  | 1959  | 1979  | 1989  | 1996  |
| ↘2498 | ↘2130 | ↘1548 | ↘1246 | ↘864  | ↘843  |
| 2002  | 2010  |       |       |       |       |
| ↘672  | ↘583  |       |       |       |       |

## Инфраструктура
Личное подсобное хозяйство с зоной сельскохозяйственного использования, индивидуальная застройка усадебного типа.
Основа экономики — сельское хозяйство.
Большехуторский библиотечно-досуговый центр. Школа.

## Достопримечательности
При въезде в село установлен памятник «Воинам, павшим в годы Великой Отечественной войны».

## Транспорт
По южной окраине села проходит автодорога Овчарное (М5) — Голицыно. Остановки общественного транспорта «Поворот на Большие Хутора», «Большие Хутора».